# Pteridophyllaceae
Pteridophyllaceae é uma família de plantas angiospérmicas (plantas com flor - divisão Magnoliophyta), pertencente à ordem Ranunculales.
A ordem à qual pertence esta família está por sua vez incluida na classe Magnoliopsida (Dicotiledóneas): desenvolvem portanto embriões com dois ou mais cotilédones.
Esta família é composta unicamente por uma espécie: Pteridophyllum racemosum. Esta espécie é endémica do Japão.